# Pteraspis
Pteraspis é um gênero de cordados que viveram durante o período Devoniano na Europa.

## Descrição
Pteraspis tinha aproximadamente 20cm de comprimento. De acordo com alguns fósseis, sua dieta era carnívora, se alimentando de pequenos vertebrados marinhos como o camarão.